# Pałac w Białej Cerkwi
Pałac w Białej Cerkwi – klasycystyczny pałac wybudowany pod koniec XVIII wieku lub na początku XIX wieku przez Franciszka Ksawerego Branickiego na Górze Zamkowej w Białej Cerkwi.

## Opis
Pałac zimowy Branickich to obiekt jedenastoosiowy, dwukondygnacyjny zbudowany jako pałac zimowy w stylu klasycystycznym o dość oszczędnej elewacji. Od frontu portyk z czterema kolumnami podtrzymującymi trójkątny fronton. Postawiono go z drewna na wysokiej podmurówce. Wnętrza urządzone były w stylu empire i zdobiło je też popiersie króla Polski Stanisława Augusta Poniatowskiego. Po lewej stronie od pałacu zbudowano piętrową trzynastoosiową oficynę z portykiem wgłębnym z ośmioma kolumnami. W pobliżu znajdował się budynek skarbca, prawa oficyna oraz brama. Pałac okradli i podpalili uczestnicy rewolucji 1917 r.
22 października 1876 w pałacu urodziła się błogosławiona Róża Czacka.